# Maria Dąbrowska

Maria Dąbrowska

Maria Dąbrowska, rodným jménem Marja Szumska (6. říjen 1889, Russów – 19. květen 1965, Varšava) byla polská spisovatelka, esejistka a dramatička. Čtyřikrát byla navržena na Nobelovu cenu a pro své občanské postoje byla neformální mravní autoritou.

## Život
Narodila se v nepříliš bohaté venkovské rodině a v letech 1907-1914 studovala sociologii, filosofii a přírodní vědy ve švýcarském Lausanne a v Bruselu. Ještě za studií si vzala aktivistu Mariana Dąbrowského, který roku 1925 nečekaně zemřel. Od roku 1917 žila ve Varšavě, od roku 1956 v jakési vnitřní emigraci. Byla aktivní i v politických a společenských sporech. V roce 1964 spolu s 33 dalšími polskými spisovateli a vědci podepsala protest proti komunistické cenzuře. Navzdory tomu proti ní komunistická vláda přímo nezasáhla, obdržela několik cen a vyznamenání a když roku 1965 zemřela, byl jí vypraven státní pohřeb.

## Dílo
V roce 1909 začala psát články pro polské noviny na téma politických a hospodářských reforem a družstevnictví. Její první významná povídka, Janek, vyšla v roce 1914. Následně vydala několik sbírek povídek, včetně Uśmiech dzieciństwa (1923), Ludzie stamtąd (1926), kde započal její celoživotní zájem o rolnictvo, a Znaki życia (1938).
Během třicátých let pracovala na polském ministerstvu zemědělství a svůj časný zájem o družstevnictví využila i při tvorbě prvního dílu svého klasického čtyřdílného románu Noce i Dnie (1932-34). Román byl často srovnáván s jinými uznávanými rodinnými ságami (například s Buddenbrookovými Thomase Manna nebo se Ságou rodu Forsythů Johna Galsworthyho). Noci a dni vypráví příběh Bogumiła a Barbary, kteří se oba narodí do upadajících statkářských rodin, které se pokoušejí zachránit sňatkem. Příběh je sledován až do Bogumiłovy smrti roku 1914. Každá z hlavních postav je nucena přehodnotit osobní hodnoty pod tlakem měnící se společnosti.
Kromě prózy Dąbrowska napsala dvě historické hry a řadu esejů, včetně knihy esejů o Josephu Conradovi Szkice o Conradzie (1959). Přeložila též do polštiny řadu cizojazyčných děl, zejména deník Samuela Pepyse, Angličana ze 17. století. Nedokončený román Przygody człowieka myślącego vyšel až po její smrti v roce 1970. Její deníky v sedmi dílech vyšly až roku 1999.

### Česky vyšlo
- Podruzi, Praha, L. Mazáč 1937
- Svatba na vsi, Praha, Československý spisovatel 1958
- Noci a dny I., II., Praha, Státní nakladatelství krásné literatury, hudby a umění 1959
- Čistá srdce (výbor z textů), Praha, SNDK 1962
- Lidé kdoví odkud, Praha, Práce 1969

### Slovensky vyšlo
- Noci a dni, Turčiansky Sv. Martin : Živena 1949
- Zornička, Bratislava, Slovenský spisovateľ 1959
- Putovanie do Varšavy, Bratislava, Slovenský spisovateľ 1976